# Кам'янка (Чорноморська сільська громада)
Ка́м'янка  (до 1946 року - Анчекрак) — село в Україні, у Чорноморській сільській громаді Миколаївського району Миколаївської області. Населення становить 1436 осіб.

## Загальні відомості

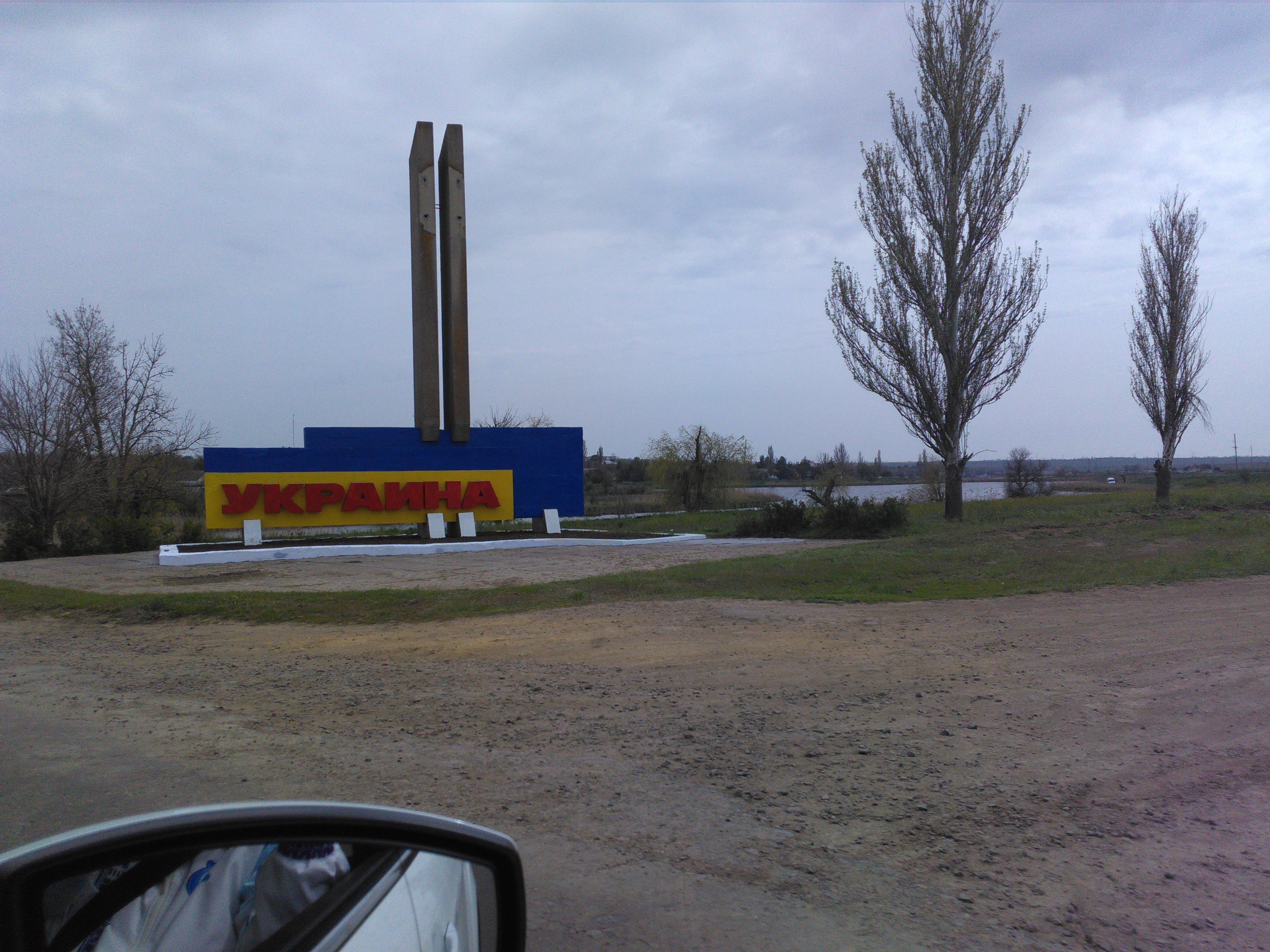
В'їзд до села Кам'янка

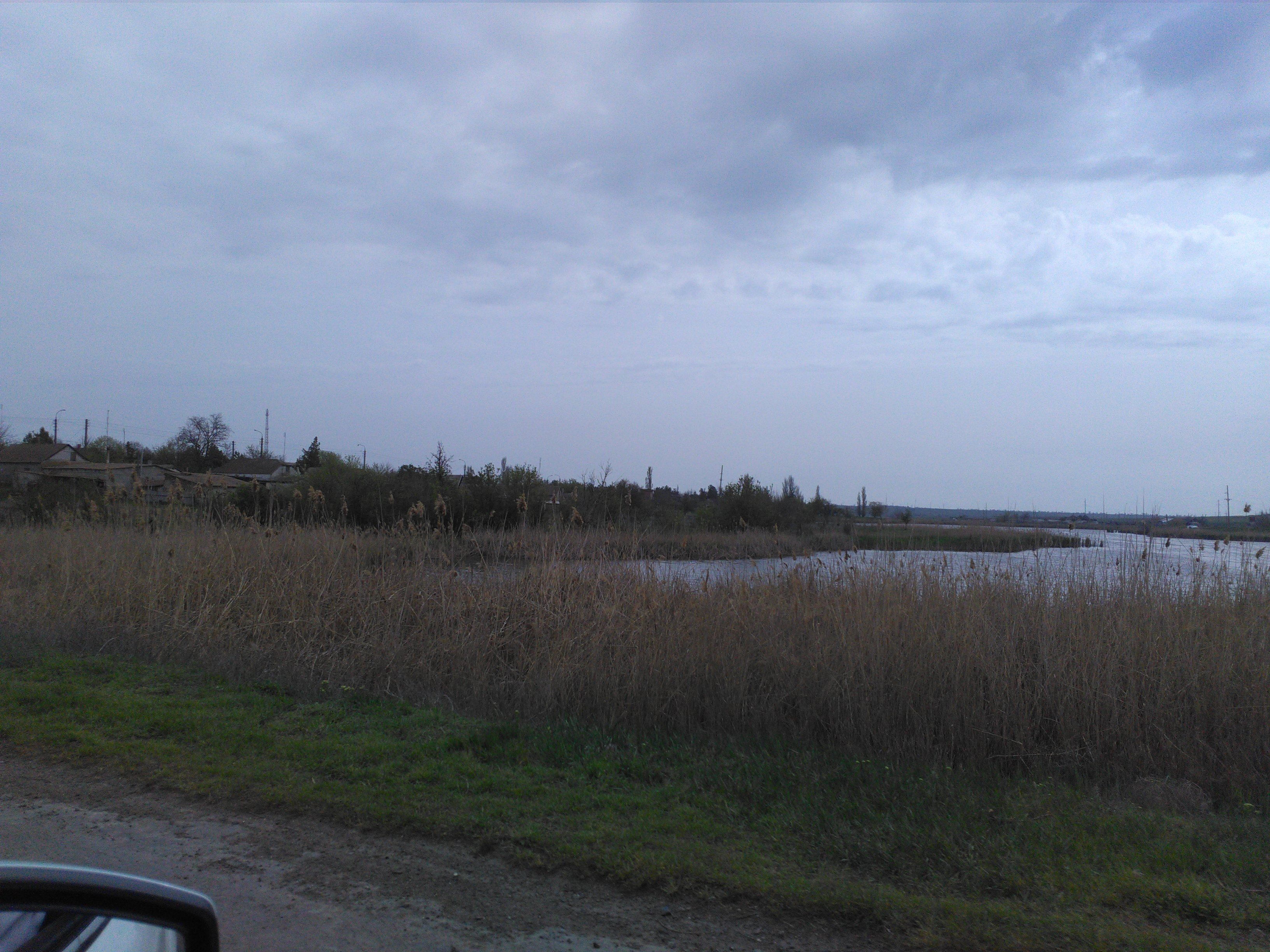
Затока Березанського лиману в Кам'янці

Населення становить 1436 осіб. Через село пролягає автошлях Т 1513. Відстань до центру громади становить 20 кілометрів, до районного та обласного центру — 28 км.

## Населення

### Мова
Розподіл населення за рідною мовою за даними перепису 2001 року:
| Мова            | Кількість | Відсоток |
| --------------- | --------- | -------- |
| українська      | 1332      | 92.76%   |
| російська       | 67        | 4.66%    |
| білоруська      | 10        | 0.69%    |
| польська        | 6         | 0.42%    |
| румунська       | 6         | 0.42%    |
| вірменська      | 2         | 0.14%    |
| інші/не вказали | 13        | 0.91%    |
| Усього          | 1436      | 100%     |

## Історія
Біля Кам'янки у верхів'ях Березанського лиману виявилені поселення бронзової доби, скіфських часів і перших віків нашої ери.
Було засновано 1752 року під назвою Анчекрак. Поселення було розташоване у пологій балці, на дні якої збиралася солона вода, а влітку утворювалось солоне болото. Балку називали Анчекрак, або Янчокрак, що в перекладі з турецької мови означає «Новий солончак». Згодом село також мало назву Краснобалково.
Під час російсько-турецької війни 1787—1792 років татарське населення залишило Анчекрак до прихода російських військ. 
1793 року Анчекрак з 6100 десятинами землі перейшов у володіння поміщиці Кірсановій. За обіцяні новою господаркою свободу й невеликі повинності за користування землею, тут оселялись переважно збіглі кріпаки. Наприкінці 1793 року тут мешкало 123 чоловіки та 66 жінок. Поміщиця також переселила сюди кріпаків з Орловської, Тамбовської і Чернігівської губерній. Основним заняттям мешканців села було хліборобство і тваринництво.
Станом на 1886 у містечку Анчекрак Анчекрак-Іллінської волості Одеського повіту Херсонської губернії, мешкало 390 осіб, налічувалось 85 дворових господарств, існували єврейський молитовний будинок, поштова станція, 4 лавки.
За переписом 1897 року кількість мешканців зросла до 982 осіб (498 чоловічої статі та 484 — жіночої), з яких 890 — православної віри.

## Відомі люди

### Народилися
- Погоржельський Михайло Боніфаційович (1922—1995) — радянський актор театру і кіно, заслужений артист РРФСР.
- Чубов Юхим Федорович (1902—1982) — кандидат технічних наук, інженер-підполковник, директор Миколаївського кораблебудівного інституту.